# Einar Berg (orgelbyggare)
Einar Berg, var en svensk orgelbyggare i Stockholm.

## Orgelbyggen
| År | Ursprunglig kyrka      | Stift | Bild | Manualer | Pedal | Stämmor | Bevarad orgel/fasad | Övrigt                                                                                              |
| -- | ---------------------- | ----- | ---- | -------- | ----- | ------- | ------------------- | --------------------------------------------------------------------------------------------------- |
|    | Konserthuset Stockholm |       |      | 1        | -     | 4       | Ja/Ja               | Orgeln såldes 1958 till Västrabo kyrka. 1968 flyttades den till Tegnérkapellet. Orgeln är mekanisk. |